# نيك هاناور
نيك هاناور (مواليد سنة 1959) (بالإنجليزية: Nick Hanauer)‏ رجل أعمال ورأسمالي مخاطر أمريكي.

## مسيرته
وُلد هاناور لعائلة يهودية علمانية في مدينة نيويورك، ونشأ في بالفيو بواشنطن. شقيقه هو أدريان هاناور، مالك نادي سياتل ساوندرز.
بعد حصوله على شهادة في الفلسفة من جامعة واشنطن، بدأ هاناور بالعمل في شركة باسيفيك كوست فيذر (Pacific Coast Feather Company) المملوكة للعائلة، حيث شغل منصب رئيس مشارك ورئيس تنفيذي. في الثمانينات من القرن الماضي، شارك في تأسيس شركة (Museum Quality Framing Company).
في التسعينيات، كان هاناور مستثمرًا مبكرًا في شركة أمازون (حيث شغل منصب مستشار للمجلس حتى عام 2000). أسس شركة gear.com (التي اندمجت في النهاية مع Overstock.com) وAvenue A Media (سنة 2007 حصلت عليها شركة مايكروسوفت مقابل 6.4 مليار دولار، وذلك تحت الاسم الجديد aQuantive).
في عام 2000، شارك هاناور في تأسيس شركة Capital Venture في سياتل، وهي Second Avenue Partners. تقوم الشركة بتقديم التوجيه والتمويل للشركات المبتدئة مثل HouseValues وQliance و Newsvine.